# جيرارد آرثر واي
جيرارد ارثر واي (بالإنجليزية: Gerard Way)‏ (و. 1977 – م) هو مغني، ومغن مؤلف، وموسيقي من الولايات المتحدة الأمريكية.

## التعليم
تعلم في مدرسة الفنون المرئية.

## وصلات خارجية
- جيرارد آرثر واي على موقع IMDb (الإنجليزية)
- جيرارد آرثر واي على موقع الموسوعة البريطانية (الإنجليزية)
- جيرارد آرثر واي على موقع روتن توميتوز (الإنجليزية)
- جيرارد آرثر واي على موقع ميوزك برينز (الإنجليزية)
- جيرارد آرثر واي على موقع رولينغ ستون (الإنجليزية)
- جيرارد آرثر واي على موقع إن إن دي بي (الإنجليزية)
- جيرارد آرثر واي على موقع أول ميوزيك (الإنجليزية)
- جيرارد آرثر واي على موقع ديسكوغز (الإنجليزية)
- جيرارد آرثر واي على موقع قاعدة بيانات الفيلم (الإنجليزية)
- جيرارد آرثر واي على موقع كينوبويسك (الروسية)